# Syndesinae
Syndesinae — подсемейство жуков из семейства Рогачи.
Синонимы:
- Ceruchinae Jacquelin du Val & Fairmaire, 1859
- Sinodendrinae Mulsant, 1842

## Характерные особенности

### Имаго
Тело цилиндрическое. Голова сверху может быть с рогом у самца или слабым бугорком у самки. 
Усики нерезко коленчатые, с 3-члениковой булавой.  Глаза всегда цельные.
Тазики передних ног разделены очень узким переднегрудным отростком.

### Личинки
Вертлуги задних ног изнутри с многочисленными бугорками. Анальный стернит без шиловидных щетинок, только с редкими длинными стоячими волосками.

## Систематика
- подсемейство Syndesinae
  - род Ceruchus
  - род Psilodon
  - род Sinodendron
  - род Syndesus